# Королевич, Александр Дмитриевич
Алекса́ндр Дми́триевич Короле́вич (30 марта 1900 — 16 января 1958) — украинский писатель, фольклорист, журналист. Литературный псевдоним — Лесь Гомин.

## Биография
Родился в городе Черкассы в семье возничего. В феврале 1920 года добровольно вступил в ряды Красной Армии. Демобилизовался в июне 1924 года. Закончил филологический факультет Киевского ИНО (Институт народного образования) в 1924 году.
Писать Гомин начал ещё в 1919 году. Несколько его стихотворений, зарисовок и рассказов были напечатаны в периодических изданиях. Систематическую профессиональную деятельность он начал в черкасской окружной газете «Радянська думка» («Советская мысль»), где долгое время работал вместе с Семёном Скляренко. Был одним из организаторов в Черкассах филиала союза пролетарских писателей «Гарт».
В 1928 году писателя переводят на работу в Молдову. В Тирасполе (1928—1929) Лесь Гомин работал в газете «Плугарул Рошу» («Красный пахарь»), принимал активное участие в общественной жизни, приступил к работе над романом «Голгофа».
В 1929 году переехал в Одессу и проживал там до 1936. Работал в редакциях газет, редактировал журнал «Металеві дні» («Железные дни»), где трудился вместе с И. Микитенко, С. Олейником, В. Миколюком. Был одним из руководителей писательской организации ВУСПП. С 1934 года Лесь Гомин — член Союза писателей СССР. Был репрессирован. Арестован (ориентировочно 10.11.1935) по обвинению в «контрреволюционной идеологии его произведений», осуждён на 3 года лагерей с последующим ущемлением в правах на 2 года и выслан за пределы Украины, где и находился до июля 1939 года.
С 1939 (с перерывами) — преподаватель украинской литературы Нежинского педагогического института. Во время Великой Отечественной войны учительствовал в Узбекистане. За преподавательскую деятельность во время войны Лесь Гомин был награждён медалью «За доблестный труд в Великой Отечественной войне 1941—1945 г.» и значком «Отличник народного образования».
После войны Лесь Гомин вернулся в Нежин, где преподавал украинскую литературу в пединституте, работал над новым романом «Люди», в основу которого положены события, связанные с жизнью Нежинского педагогического института в первый год войны. В 1957 году его обвинили в послаблении бдительности, пособничеству нездоровым настроениям и уволили из института. Писатель переехал в Черкассы.
Лесь Гомин — автор сборника рассказов «Контрольні цифри» (1931), повести «Велетень з хворим серцем» (1932), пьесы «Маски» (1933). В 1934 году Гослитиздат Украины подготовил к изданию его роман «Голгофа», который частично печатался в литературно-художественном журнале «Металеві дні». Однако отдельной книгой роман увидел свет только в 1959 году, когда писателя уже не было в живых. Также Гомин в своих работах исследовал историю, украинское народное творчество, теорию литератури: «До питання студентського страйку 1905 р. в Ніжині», «З минулого Ніжинського інституту», «Визвольна війна 1648—1654 p. в народнопоетичній творчості», «Українські народні думи і історичні пісні ХVI-ХVІІ ст.», «Соціально-естетична природа новели», опубликовал литературно-критические статьи о И.Франко, И.Тобилевиче.
Умер 16 января 1958 года. Похоронен в Черкассах (кладбище на улице Одесской).

### Роман «Голгофа»
Роман «Голгофа» повествует о возникновении на территории Молдавии секты иннокентьевцев и их ужасных преступлениях. Описанные в романе события разворачиваются, главным образом, на территории Бессарабии.
В романе автор без обиняков рассказывает о чудовищных преступлениях, совершенных авантюристом и мошенником иеромонахом Иннокентием с разрешения и при прямом участии высших духовных и светских властей.
Сюжетная линия книги основана на достоверных фактах, взятых из жизни молдавских монастырей в период между революцией 1905—1907 года и Великой Октябрьской социалистической революцией. Много действующих лиц выведены под своими собственными именами. На момент издания романа некоторые из них ещё живы и с ужасом вспоминают свои прежние ошибки, раскаиваются в них и жалеют о содеянном. Центральной фигурой романа является проходимец и жулик Иван Левизор (в иночестве — иеромонах Иннокентий), уроженец села Косэуць, в настоящее время расположенного на территории Сорокского района северной Молдовы.
Иннокентий провозгласил себя третьей ипостасью Святой Троицы — «воплощением Духа Святого». Иннокентий убеждал верующих в том, что скоро придёт «конец света» и все должны готовиться к «страшному суду». Он отрицал брак и семью, выступал против врачей, рассматривал физические страдания как форму искупления грехов, призывал отказываться от собственности, продавать за бесценок землю, скот, дома, а полученные средства передавать «на благо обители Духа Святого». В Балте и Липецком возникли монастыри приверженцев Иннокентия, которые стали называться «райскими садами». В секте имели место религиозно-фанатичные обряды, поскольку самоумерщвление рассматривалось как лучшая форма служения Богу.